# 1. Sport-Club von 1905 Göttingen 1975-1976
Questa voce raccoglie le informazioni riguardanti il 1. Sport-Club von 1905 Göttingen nelle competizioni ufficiali della stagione 1975-1976.

## Stagione
Nella stagione 1975-1976 il Gottingen, allenato da Reinhard Roder, concluse il campionato di 2. Bundesliga al 11º posto. In Coppa di Germania il Gottingen fu eliminato al primo turno dal Monaco 1860.

## Rosa
| N. |                     | Ruolo | Calciatore        |
| -- | ------------------- | ----- | ----------------- |
|    | Germania (bandiera) | P     | Karl-Heinz Scherz |
|    | Germania (bandiera) | P     | Albert Wenzel     |
|    | Germania (bandiera) | D     | Harald Evers      |
|    | Germania (bandiera) | D     | Walter Gruler     |
|    | Germania (bandiera) | D     | Helmut Hinberg    |
|    | Germania (bandiera) | D     | Rainer Hollasch   |
|    | Germania (bandiera) | D     | Lothar Hübner     |
|    | Germania (bandiera) | D     | Friedel Mensink   |
|    | Germania (bandiera) | C     | Bernd Brendel     |
|    | Germania (bandiera) | C     | Horst Hayer       |
|    | Germania (bandiera) | C     | Dieter Hochheimer |

| N. |                     | Ruolo | Calciatore           |
| -- | ------------------- | ----- | -------------------- |
|    | Germania (bandiera) | C     | Jürgen Krawczyk      |
|    | Germania (bandiera) | C     | Wolfgang Narten      |
|    | Germania (bandiera) | C     | Josef Votava         |
|    | Germania (bandiera) | C     | Detlef Wolter        |
|    | Germania (bandiera) | C     | Manfred Zindel       |
|    | Germania (bandiera) | A     | Uwe Dreyer           |
|    | Germania (bandiera) | A     | Wilhelm Dybowski     |
|    | Germania (bandiera) | A     | Heinz-Dieter Hansing |
|    | Germania (bandiera) | A     | Ulrich Hartung       |
|    | Germania (bandiera) | A     | Walter Plaggemeyer   |
|    | Germania (bandiera) | A     | Klaus Wolf           |

## Organigramma societario
Area tecnica
- Allenatore: Reinhard Roder
- Allenatore in seconda:
- Preparatore dei portieri:
- Preparatori atletici:

## Calciomercato

### Sessione estiva
| Acquisti | Acquisti        | Acquisti           | Acquisti |
| R.       | Nome            | da                 | Modalità |
| -------- | --------------- | ------------------ | -------- |
| A        | Uwe Dreyer      | Barmbek-Uhlenhorst |          |
| D        | Rainer Hollasch | Villingen          |          |
| C        | Josef Votava    | Borussia Dortmund  |          |

| Cessioni | Cessioni               | Cessioni           | Cessioni |
| R.       | Nome                   | a                  | Modalità |
| -------- | ---------------------- | ------------------ | -------- |
| C        | Harald Kladnik         | VfR Osterode 08    |          |
| A        | Frank-Michael Schonert | Fortuna Düsseldorf |          |
| A        | Detlef Webers          | Eupen              |          |

### Sessione invernale
| Acquisti | Acquisti | Acquisti | Acquisti |
| R.       | Nome     | da       | Modalità |
| -------- | -------- | -------- | -------- |

| Cessioni | Cessioni | Cessioni | Cessioni |
| R.       | Nome     | a        | Modalità |
| -------- | -------- | -------- | -------- |

## Risultati

### 2. Bundesliga

#### Girone di andata
| Arbitro: | Jensen |

|                                   |           |  |
| Wolf 4’ Gruler 29’ Hochheimer 63’ | Marcatori |  |

| Arbitro: | Sommershoff |

|           |           |                 |
| Kohle 53’ | Marcatori | 20’ Plaggemeyer |

| Arbitro: | Kaiser |

|                 |           |                                   |
| Wolf 32’ (rig.) | Marcatori | 5’, 70’ Gerber 76’ (rig.) Pröpper |

| Arbitro: | Hennig |

|           |           |  |
| Moors 90’ | Marcatori |  |

| Arbitro: | Eggert |

|  |           |          |
|  | Marcatori | 78’ Bone |

| Arbitro: | Zuchantke |

|  |           |                                |
|  | Marcatori | 29’, 85’ Hayer 77’ Plaggemeyer |

| Arbitro: | Eggers |

|                            |           |  |
| Wolf 58’ (rig.) Gruler 64’ | Marcatori |  |

| Arbitro: | Milkert |

|                      |           |           |
| Klinge 43’ Klebs 79’ | Marcatori | 8’ Gruler |

| Arbitro: | Oltmann |

|                         |           |  |
| Wolf 25’, 40’ Hayer 65’ | Marcatori |  |

| Arbitro: | Bartnick |

|              |           |              |
| Fritsche 65’ | Marcatori | 84’ Krawczyk |

| Arbitro: | Zuchantke |

|  |           |                         |
|  | Marcatori | 53’ Grede 82’ Babington |

| Arbitro: | Raabe |

|                         |           |                           |
| Neufeld 42’ Walendi 77’ | Marcatori | 34’ Hayer 50’ Plaggemeyer |

| Arbitro: | Kopka |

|                    |           |             |
| Hayer 46’ Wolf 89’ | Marcatori | 62’ Rudloff |

| Arbitro: | Gabor |

|                            |           |                 |
| Peitsch 38’ (rig.) Hey 39’ | Marcatori | 64’ Plaggemeyer |

| Arbitro: | Ohmsen |

|                 |           |                  |
| Plaggemeyer 51’ | Marcatori | 28’ Hattenberger |

| Arbitro: | Niemann |

|                                  |           |                     |
| Lünsdorf 47’ Wittfoht 68’ (rig.) | Marcatori | 17’ Wolf 67’ Gruler |

| Arbitro: | Wuttke |

|                           |           |            |
| Walter 69’ Horsthemke 71’ | Marcatori | 75’ Zindel |

| Arbitro: | Picker |

|                            |           |  |
| Plaggemeyer 11’ Dreyer 68’ | Marcatori |  |

| Arbitro: | Eggers |

|  |           |                                               |
|  | Marcatori | 19’ Wolf 63’ Plaggemeyer 66’ Zindel 84’ Hayer |

#### Girone di ritorno
| Arbitro: | Kindervater |

|                                                               |           |  |
| Jakobs 40’ Bittlmayer 51’ Stolzenburg 58’ Siegmann 68’ (rig.) | Marcatori |  |

| Arbitro: | Hanschke |

|                     |           |                      |
| Wolf 14’ Zindel 47’ | Marcatori | 79’ Lehr 89’ Kuballa |

| Arbitro: | Zuchantke |

|                                      |           |          |
| Pröpper 14’ Angermund 73’ Gerber 90’ | Marcatori | 35’ Wolf |

| Arbitro: | Barnick |

|                 |           |                              |
| Plaggemeyer 50’ | Marcatori | 28’, 38’ Möhlmann 44’ Kaczor |

| Arbitro: | Reichmann |

|  |           |                                      |
|  | Marcatori | 30’, 63’ Hayer 72’ Krawczyk 87’ Wolf |

| Arbitro: | Waltert |

|          |           |                              |
| Wolf 49’ | Marcatori | 41’ (rig.) Höfert 51’ Demuth |

| Arbitro: | Burgers |

|                                                      |           |          |
| Bläser 35’ (rig.), 76’ (rig.) Fagot 69’ Baumanns 89’ | Marcatori | 77’ Wolf |

| Arbitro: | Lutz |

|                                  |           |  |
| Hochheimer 53’ Zindel 72’ (rig.) | Marcatori |  |

| Arbitro: | Gabor |

|                                 |           |  |
| Huber 32’ Schildt 36’ Hartl 83’ | Marcatori |  |

| Arbitro: | Oltmann |

|            |           |                            |
| Zindel 16’ | Marcatori | 56’ Fritsche 65’ Nabrotzki |

| Arbitro: | Brückner |

|            |           |             |
| Hammes 33’ | Marcatori | 6’ Dybowski |

| Arbitro: | Halfter |

|                          |           |          |
| Hochheimer 47’, 58’, 89’ | Marcatori | 45’ Abel |

| Arbitro: | Gathmann |

|                |           |  |
| Bruchhagen 60’ | Marcatori |  |

| Arbitro: | Glasneck |

|                             |           |  |
| Hochheimer 46’ Krawczyk 90’ | Marcatori |  |

| Arbitro: | Wichmann |

|                             |           |                                              |
| Dohmen 11’ Mödrath 43’, 50’ | Marcatori | 49’, 55’ Dybowski 59’ Hübner 87’ Plaggemeyer |

| Arbitro: | Gabriel |

|                 |           |                      |
| Plaggemeyer 89’ | Marcatori | 48’ Schock 64’ Greif |

| Arbitro: | Leyding |

|                                                     |           |                         |
| Hayer 24’ Dybowski 45’ Krawczyk 53’ Plaggemeyer 55’ | Marcatori | 61’ (rig.) Lütkebohmert |

| Arbitro: | Schütte |

|  |           |                 |
|  | Marcatori | 26’ Plaggemeyer |

| Arbitro: | Kopka |

|                                                   |           |                 |
| Hübner 15’ Hayer 41’ Plaggemeyer 55’ Krawczyk 76’ | Marcatori | 85’ (rig.) Groß |

### Coppa di Germania
| Arbitro: | Ulm |

|                                 |           |          |
| Metzger 4’ (rig.) Schuberth 65’ | Marcatori | 80’ Wolf |

## Statistiche

### Statistiche di squadra
| Competizione      | Punti | In casa | In casa | In casa | In casa | In casa | In casa | In trasferta | In trasferta | In trasferta | In trasferta | In trasferta | In trasferta | Totale | Totale | Totale | Totale | Totale | Totale | DR |
| Competizione      | Punti | G       | V       | N       | P       | Gf      | Gs      | G            | V            | N            | P            | Gf           | Gs           | G      | V      | N      | P      | Gf     | Gs     | DR |
| ----------------- | ----- | ------- | ------- | ------- | ------- | ------- | ------- | ------------ | ------------ | ------------ | ------------ | ------------ | ------------ | ------ | ------ | ------ | ------ | ------ | ------ | -- |
| 2. Bundesliga     | 37    | 19      | 10      | 2       | 7       | 35      | 22      | 19           | 5            | 5            | 9            | 28           | 32           | 38     | 15     | 7      | 16     | 63     | 54     | +9 |
| Coppa di Germania | -     | 0       | 0       | 0       | 0       | 0       | 0       | 1            | 0            | 0            | 1            | 1            | 2            | 1      | 0      | 0      | 1      | 1      | 2      | -1 |
| Totale            | 37    | 19      | 10      | 2       | 7       | 35      | 22      | 20           | 5            | 5            | 10           | 29           | 34           | 39     | 15     | 7      | 17     | 64     | 56     | +8 |

### Andamento in campionato
| Giornata  | 1 | 2 | 3  | 4  | 5  | 6  | 7 | 8  | 9  | 10 | 11 | 12 | 13 | 14 | 15 | 16 | 17 | 18 | 19 | 20 | 21 | 22 | 23 | 24 | 25 | 26 | 27 | 28 | 29 | 30 | 31 | 32 | 33 | 34 | 35 | 36 | 37 | 38 |
| --------- | - | - | -- | -- | -- | -- | - | -- | -- | -- | -- | -- | -- | -- | -- | -- | -- | -- | -- | -- | -- | -- | -- | -- | -- | -- | -- | -- | -- | -- | -- | -- | -- | -- | -- | -- | -- | -- |
| Luogo     | C | T | C  | T  | C  | T  | C | T  | C  | T  | C  | T  | C  | T  | C  | T  | T  | C  | T  | T  | C  | T  | C  | T  | C  | T  | C  | T  | C  | T  | C  | T  | C  | T  | C  | C  | T  | C  |
| Risultato | V | N | P  | P  | P  | V  | V | P  | V  | N  | P  | N  | V  | P  | N  | N  | P  | V  | V  | P  | N  | P  | P  | V  | P  | P  | V  | P  | P  | N  | V  | P  | V  | V  | P  | V  | V  | V  |
| Posizione | 3 | 5 | 10 | 14 | 17 | 13 | 9 | 13 | 11 | 11 | 11 | 11 | 11 | 11 | 11 | 12 | 13 | 13 | 12 | 13 | 13 | 13 | 15 | 12 | 16 | 16 | 14 | 15 | 16 | 15 | 14 | 15 | 14 | 13 | 14 | 13 | 12 | 11 |

Legenda:

Luogo: C = Casa; T = Trasferta. Risultato: V = Vittoria; N = Pareggio; P = Sconfitta.

### Statistiche dei giocatori
| Giocatore      | 2. Bundesliga | 2. Bundesliga | 2. Bundesliga | 2. Bundesliga | Coppa di Germania | Coppa di Germania | Coppa di Germania | Coppa di Germania | Totale   | Totale | Totale      | Totale     |
| Giocatore      | Presenze      | Reti          | Ammonizioni   | Espulsioni    | Presenze          | Reti              | Ammonizioni       | Espulsioni        | Presenze | Reti   | Ammonizioni | Espulsioni |
| -------------- | ------------- | ------------- | ------------- | ------------- | ----------------- | ----------------- | ----------------- | ----------------- | -------- | ------ | ----------- | ---------- |
| B. Brendel     | 0             | 0             | 0             | 0             | 0                 | 0                 | 0                 | 0                 | 0        | 0      | 0           | 0          |
| U. Dreyer      | 20            | 1             | 0             | 0             | 1                 | 0                 | 0                 | 0                 | 21       | 1      | 0           | 0          |
| W. Dybowski    | 10            | 4             | 2             | 0             | 0                 | 0                 | 0                 | 0                 | 10       | 4      | 2           | 0          |
| H. Evers       | 36            | 0             | 7             | 0             | 1                 | 0                 | 0                 | 0                 | 37       | 0      | 7           | 0          |
| W. Gruler      | 29            | 4             | 2             | 0             | 1                 | 0                 | 0                 | 0                 | 30       | 4      | 2           | 0          |
| H. Hansing     | 15            | 0             | 0             | 0             | 0                 | 0                 | 0                 | 0                 | 15       | 0      | 0           | 0          |
| U. Hartung     | 15            | 0             | 0             | 0             | 0                 | 0                 | 0                 | 0                 | 15       | 0      | 0           | 0          |
| H. Hayer       | 36            | 10            | 4             | 0             | 1                 | 0                 | 0                 | 0                 | 37       | 10     | 4           | 0          |
| H. Hinberg     | 35            | 0             | 4             | 0             | 1                 | 0                 | 0                 | 0                 | 36       | 0      | 4           | 0          |
| D. Hochheimer  | 20            | 6             | 1             | 0             | 1                 | 0                 | 0                 | 0                 | 21       | 6      | 1           | 0          |
| R. Hollasch    | 18            | 0             | 1             | 0             | 1                 | 0                 | 0                 | 0                 | 19       | 0      | 1           | 0          |
| L. Hübner      | 31            | 2             | 2             | 0             | 1                 | 0                 | 0                 | 0                 | 32       | 2      | 2           | 0          |
| J. Krawczyk    | 37            | 5             | 3             | 0             | 1                 | 0                 | 0                 | 0                 | 38       | 5      | 3           | 0          |
| F. Mensink     | 27            | 0             | 3             | 2             | 1                 | 0                 | 0                 | 0                 | 28       | 0      | 3           | 2          |
| W. Narten      | 0             | 0             | 0             | 0             | 0                 | 0                 | 0                 | 0                 | 0        | 0      | 0           | 0          |
| W. Plaggemeyer | 37            | 13            | 3             | 0             | 1                 | 0                 | 0                 | 0                 | 38       | 13     | 3           | 0          |
| K. Scherz      | 12            | 0             | 0             | 0             | 0                 | 0                 | 0                 | 0                 | 12       | 0      | 0           | 0          |
| J. Votava      | 5             | 0             | 0             | 0             | 0                 | 0                 | 0                 | 0                 | 5        | 0      | 0           | 0          |
| A. Wenzel      | 26            | 0             | 1             | 0             | 1                 | 0                 | 0                 | 0                 | 27       | 0      | 1           | 0          |
| K. Wolf        | 36            | 13            | 1             | 0             | 1                 | 1                 | 0                 | 0                 | 37       | 14     | 1           | 0          |
| D. Wolter      | 1             | 0             | 0             | 0             | 0                 | 0                 | 0                 | 0                 | 1        | 0      | 0           | 0          |
| M. Zindel      | 22            | 5             | 3             | 0             | 0                 | 0                 | 0                 | 0                 | 22       | 5      | 3           | 0          |